# 해운

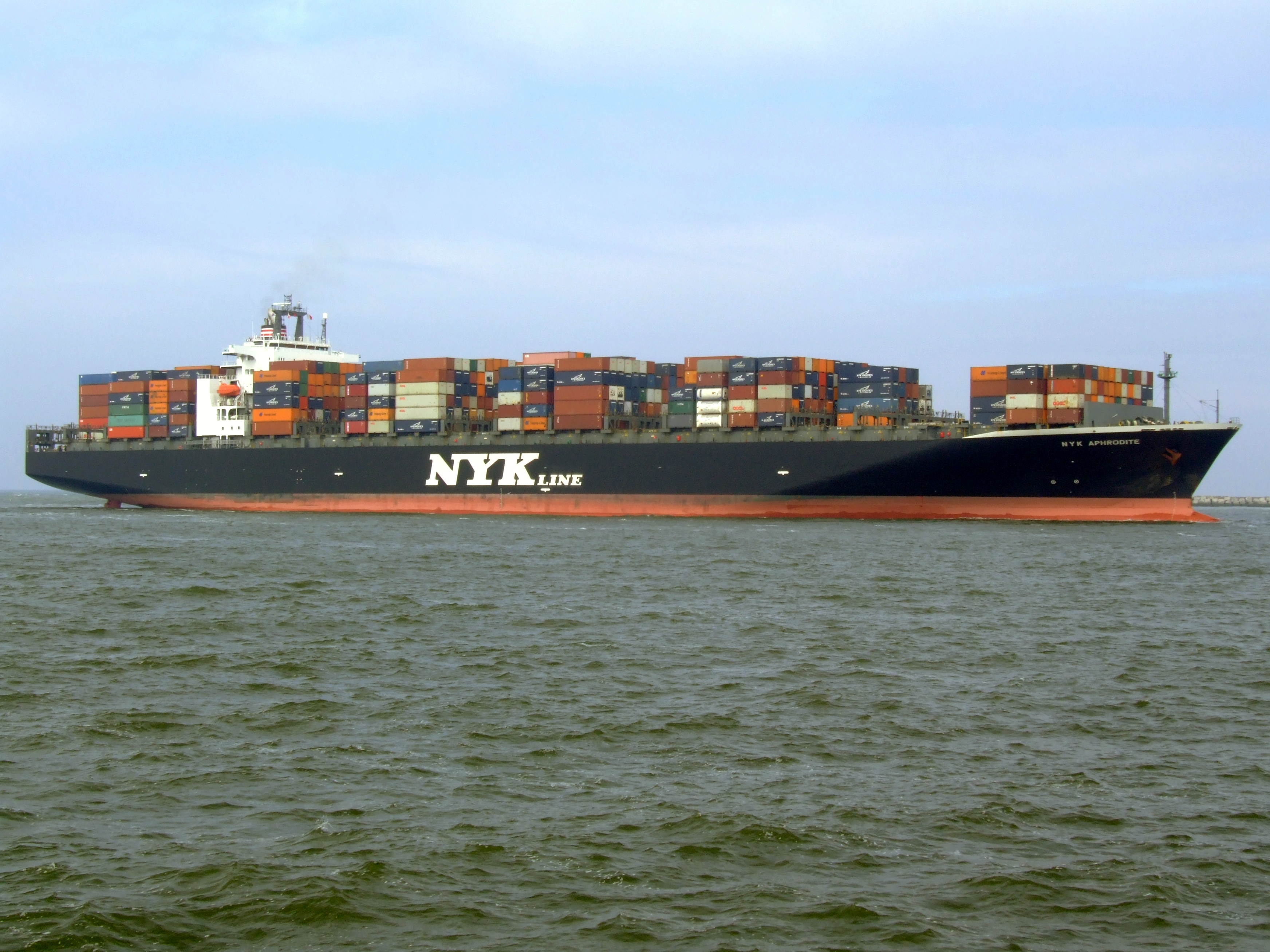

해운(海運) 또는 해상 교통(海上交通)는 수상 교통 중에서도 바다(해상)을 이용한 교통이다. 역사적으로 해상 교통은 고대부터 연안·내해·근해에 발달해왔으며 나침반이 발명되면서 대양항해시대가 도래하였다.

## 특징
해운을 하기 위해서는 상선(선박)과 함께 해상운송을 가능하게 해주는 항만시설 및 여객용 항만터미널 등이 필요하다. 더 넓은 의미로는 해운조직(해운회사) 및 해운정책까지 포함한다. 해운은 도로 교통이나 철도에 비해서는 수송 속도가 느리지만, 대량의 중량화물을 싼 가격에 수송할 수 있다는 장점이 있다. 이점 때문에 임해지역에는 도시와 공업 지대가 발달하게 되었으며 이에 따라 국제 무역에서 해운의 역할 비중이 높다고 할 수 있다.

## 대한민국의 해운
대한민국에서는 3면이 바다로 둘러싸인 관계로 해운이 발달하였다. 대한민국의 입장에서는 석유와 철광석 등 대부분 공업원료는 해외로부터 의존하기 때문에 해상 교통의 중요성이 매우 높다. 현재는 이를 위해서 대한민국에서는 부산항, 울산항, 인천항 등 대규모 항만시설을 갖추고 있다. 또한 제주도, 울릉도, 독도, 백령도 등 한반도 본토와 섬 지역 내·외를 연결시키는 여객 운송도 하고 있다.

## 대한민국의 해운사
- 현대상선
- 대한해운
- 팬오션
- 흥아해운
- KSS해운

## 같이 보기
- 선박
- 상선
- 항구
- 항만
- 부두